# The Art of Walking
The Art of Walking  (1980) è il quarto album dei Pere Ubu. Mayo Thompson dei Red Krayola si unì alla band come chitarrista per questo album. Egli deviò il gruppo dall'iniziale rock di Tom Herman verso  una decostruzione e un'astrazione. La band registrò un altro album con Thompson prima di sciogliersi di nuovo. Un devoto di questo album fu il futuro membro dei Pere Ubu, Chris Cutler, musicista d'avanguardia.

## Tracce
1. Go – 3:34
2. Rhapsody in Pink – 3:35
3. Arabia – 4:58
4. Young Miles in the Basement – 4:20
5. Misery Goats – 2:37
6. Loop – 3:14
7. Rounder – 3:25
8. Birdies – 2:27
9. Lost in Art – 5:11
10. Horses – 2:34
11. Crush this Horn – 3:00
12. Arabian Nights – 3:58

## Musicisti
- Mayo Thompson – guitar, piano, backing vocals, lead vocal ("Loop" & "Horses")
- Scott Krauss – drums, horn, piano, drum machine
- Tony Maimone – bass, piano, organ
- Allen Ravenstine – EML synthesizers
- David Thomas – vocals, Vox Continental Baroque organ, drums ("Lost In Art")